# Raphidia euxina
Raphidia euxina är en halssländeart som beskrevs av Longinos Navás 1915. Raphidia euxina ingår i släktet Raphidia och familjen ormhalssländor. Inga underarter finns listade i Catalogue of Life.